# Brånatjärnen (Skorpeds socken, Ångermanland)
Brånatjärnen är en sjö i Örnsköldsviks kommun i Ångermanland och ingår i Nätraåns huvudavrinningsområde.